# The Wild Goose Chase
The Wild Goose Chase er en amerikansk stumfilm fra 1915 af Cecil B. DeMille.

## Medvirkende
- Ina Claire som Betty Wright.
- Tom Forman som Bob Randall.
- Theodore Roberts som Horatio Brutus Bangs.
- Lucien Littlefield.
- Helen Marlborough som Mrs. Wright.